# Upplands runinskrifter 199
Upplands runinskrifter 199 är en  runsten vid Vada kyrka, Vada socken och Vallentuna kommun. Stenen användes som gravsten på mitten av 1800-talet och försågs då med en ny inskrift. Stenen är densamma som U 234 och U 235.

## Inskriften
Translitterering av runraden:
+ ulef[ʀ × auk × þ](u)riʀ × auk × (t)ufa × [rstu · stin × þi](n)a iftiʀ × kuþmut × ku[þan · bota]
Normalisering till runsvenska:
Olæifʀ ok Þoriʀ ok Tofa ræistu stæin þenna æftiʀ Guðmund, goðan bonda.
Översättning till nusvenska:
Olev och Tore och Tolla (Tola) reste denna sten efter Gunnmund(?), en god bonde.